# Pro Basketball League 2018-19
La Pro Basketball League 2018-19, conocida por motivos de patrocinio como EuroMillions Basketball League, fue la edición número 92 de la Pro Basketball League, la primera división del baloncesto profesional de Bélgica. Resultó campeón por vigésima vez en su historia el Filou Oostende.

### Equipos 2018-2019 y localización
Los diez equipos de la temporada pasada repitieron en esta. Nueve de ellos tienen licencias A, la cual les permite la participación en competiciones europeas, mientras que el Leuven Bears recibió una licencia B, por lo que no podrá competir en Europa.
Kangoeroes Willebroek se trasladó de Willebroek a la ciudad de Malinas y cambió su nombre por el de Kangoeroes Mechelen.
| Club                       | Ciudad    | Pabellón                      | Capacidad |
| -------------------------- | --------- | ----------------------------- | --------- |
| Basic-Fit Brussels         | Bruselas  | Piscine de Neder-Over-Hembeek | 1200      |
| Belfius Mons-Hainaut       | Mons      | Mons Arena                    | 4000      |
| VOO Liège                  | Liège     | Country Hall Ethias           | 5000      |
| Crelan Okapi Aalstar       | Aalst     | Okapi Forum                   | 2800      |
| Hubo Limburg United        | Hasselt   | Alverberg Sporthal            | 1730      |
| Kangoeroes Mechelen        | Mechelen  | Winketaai                     | 1500      |
| Filou Oostende             | Ostend    | Sleuyter Arena                | 5000      |
| Proximus Spirou            | Charleroi | Spiroudome                    | 6200      |
| Stella Artois Leuven Bears | Leuven    | Sportoase                     | 3400      |
| Telenet Giants Antwerp     | Antwerp   | Lotto Arena                   | 5218      |

## Temporada regular

### Clasificación
| Pos. | Equipo                     | PJ | G  | P  | PF   | PC   | DP   | Pts | Clasificación o descenso   |
| ---- | -------------------------- | -- | -- | -- | ---- | ---- | ---- | --- | -------------------------- |
| 1    | Telenet Giants Antwerp     | 36 | 30 | 6  | 3064 | 2541 | +523 | 66  | Clasificados para playoffs |
| 2    | Filou Oostende             | 36 | 29 | 7  | 2890 | 2419 | +471 | 65  | Clasificados para playoffs |
| 3    | Spirou Basket              | 36 | 24 | 12 | 2992 | 2697 | +295 | 60  | Clasificados para playoffs |
| 4    | Basic-Fit Brussels         | 36 | 21 | 15 | 2936 | 2825 | +111 | 57  | Clasificados para playoffs |
| 5    | Belfius Mons-Hainaut       | 36 | 17 | 19 | 2729 | 2842 | −113 | 53  | Clasificados para playoffs |
| 6    | Hubo Limburg United        | 36 | 16 | 20 | 3024 | 3052 | −28  | 52  | Clasificados para playoffs |
| 7    | Crelan Okapi Aalstar       | 36 | 14 | 22 | 2901 | 3118 | −217 | 50  | Clasificados para playoffs |
| 8    | Kangoeroes Mechelen        | 36 | 12 | 24 | 2709 | 3038 | −329 | 48  | Clasificados para playoffs |
| 9    | Stella Artois Leuven Bears | 36 | 10 | 26 | 2528 | 2841 | −313 | 46  |                            |
| 10   | VOO Liège                  | 36 | 7  | 29 | 2743 | 3143 | −400 | 43  |                            |

 Fuente: EuroMillions League

### Temporada regular

#### Rondas 1 a 18
| Local \ Visitante          | BRU   | MON   | OKA    | OOS   | LIM    | MEC    | LIE    | SPI   | ANT    | LEU   |
| -------------------------- | ----- | ----- | ------ | ----- | ------ | ------ | ------ | ----- | ------ | ----- |
| Basic-Fit Brussels         | —     | 71–65 | 88–87  | 83–84 | 108–90 | 92–65  | 79–71  | 76–73 | 86–79  | 87–67 |
| Belfius Mons-Hainaut       | 67–79 | —     | 91–81  | 58–91 | 80–75  | 100–79 | 101–78 | 87–90 | 69–74  | 85–66 |
| Crelan Okapi Aalstar       | 94–85 |       | —      | 72–65 | 94–90  | 86–92  | 87–66  | 93–91 | 71–106 | 75–58 |
| Filou Oostende             | 58–59 | 73–51 | 86–77  | —     | 92–91  | 80–82  | 85–61  | 88–82 | 88–63  |       |
| Hubo Limburg United        |       | 85–82 | 97–78  | 55–70 | —      | 98–83  | 91–88  | 79–88 | 73–86  | 84–64 |
| Kangoeroes Mechelen        | 87–97 | 74–78 | 78–71  | 90–74 | 83–71  | —      |        | 77–87 | 64–93  | 75–92 |
| VOO Liège                  | 92–83 | 78–92 |        | PPD   | 69–92  | 92–83  | —      | 55–72 | 83–84  | 83–84 |
| Spirou Basket              | 89–80 | 94–52 | 87–70  | 64–65 | 102–87 | 85–87  | 85–55  | —     | 60–72  | 77–64 |
| Telenet Giants Antwerp     | 84–68 | 75–57 | 104–74 | 44–82 | 95–85  | 84–62  | 92–68  | 80–95 | —      |       |
| Stella Artois Leuven Bears |       | 71–75 | 69–84  | 64–97 | 88–79  | 76–68  | 86–82  | 66–76 | 63–90  | —     |

#### Rondas 19 a 36
| Local \ Visitante          | BRU    | MON   | OKA    | OOS   | LIM    | MEC    | LIE    | SPI    | ANT   | LEU   |
| -------------------------- | ------ | ----- | ------ | ----- | ------ | ------ | ------ | ------ | ----- | ----- |
| Basic-Fit Brussels         | —      | 59–76 | 102–72 | 67–73 | 88–81  | 68–61  | 82–77  |        | 74–92 |       |
| Belfius Mons-Hainaut       | 78–92  | —     | 87–77  |       | 78–85  | 84–78  | 67–79  | 73–83  |       | 77–76 |
| Crelan Okapi Aalstar       | 76–101 |       | —      | 73–77 | 100–84 | 70–92  |        | 61–103 | 70–76 | 94–72 |
| Filou Oostende             | 83–68  |       | 89–69  | —     | 95–70  | 97–67  | 100–72 | 96–82  | 67–71 |       |
| Hubo Limburg United        | 95–76  | 81–85 | 104–68 | 85–81 | —      | 123–84 | 81–73  | 82–79  |       |       |
| Kangoeroes Mechelen        | 66–64  | 80–72 | 75–91  | 59–74 | 75–78  | —      |        | 61–71  |       | 77–68 |
| VOO Liège                  | 76–93  | 72–75 |        |       | 100–80 | 84–91  | —      | 69–101 | 76–84 | 76–82 |
| Spirou Basket              |        | 69–74 | 73–74  | 77–73 | 99–80  | 88–70  | 85–87  | —      | 80–79 |       |
| Telenet Giants Antwerp     | 74–68  | 89–59 |        | 80–81 | 95–83  |        | 109–60 | 83–61  | —     | 85–59 |
| Stella Artois Leuven Bears | 90–83  | 90–85 | 94–77  |       |        | 78–71  | 76–78  | 64–68  | 67–79 | —     |

### Playoffs
|  | Cuartos de Final        | Cuartos de Final     |                         |   | Semifinales | Semifinales |  |  | Finales | Finales |
|  |                         |                      |                         |   |             |             |  |  |         |         |
|  |                         |                      |                         |   |             |             |  |  |         |         |
|  |                         |                      |                         |   |             |             |  |  |         |         |
|  | 1Telenet Giants Antwerp | 2                    |                         |   |             |             |  |  |         |         |
|  | 1Telenet Giants Antwerp | 2                    |                         |   |             |             |  |  |         |         |
|  | 8Kangoeroes Mechelen    | 0                    |                         |   |             |             |  |  |         |         |
|  | 8Kangoeroes Mechelen    | 0                    | 1Telenet Giants Antwerp | 2 |             |             |  |  |         |         |
|  |                         |                      | 1Telenet Giants Antwerp | 2 |             |             |  |  |         |         |
|  |                         | 4Basic-Fit Brussels  | 0                       |   |             |             |  |  |         |         |
|  | 4Basic-Fit Brussels     | 4Basic-Fit Brussels  | 0                       | 2 |             |             |  |  |         |         |
|  | 4Basic-Fit Brussels     |                      |                         | 2 |             |             |  |  |         |         |
|  | 5Belfius Mons-Hainaut   | 0                    |                         |   |             |             |  |  |         |         |
|  | 5Belfius Mons-Hainaut   | 0                    | 1Telenet Giants Antwerp | 1 |             |             |  |  |         |         |
|  |                         |                      | 1Telenet Giants Antwerp | 1 |             |             |  |  |         |         |
|  |                         | 2Filou Oostende      | 3                       |   |             |             |  |  |         |         |
|  | 2Filou Oostende         | 2Filou Oostende      | 3                       | 2 |             |             |  |  |         |         |
|  | 2Filou Oostende         |                      |                         | 2 |             |             |  |  |         |         |
|  | 7Crelan Okapi Aalstar   | 0                    |                         |   |             |             |  |  |         |         |
|  | 7Crelan Okapi Aalstar   | 0                    | 2Filou Oostende         | 2 |             |             |  |  |         |         |
|  |                         |                      | 2Filou Oostende         | 2 |             |             |  |  |         |         |
|  |                         | 6Hubo Limburg United | 0                       |   |             |             |  |  |         |         |
|  | 3Proximus Spirou        | 6Hubo Limburg United | 0                       | 0 |             |             |  |  |         |         |
|  | 3Proximus Spirou        |                      |                         | 0 |             |             |  |  |         |         |
|  | 6Hubo Limburg United    | 2                    |                         |   |             |             |  |  |         |         |
|  | 6Hubo Limburg United    | 2                    |                         |   |             |             |  |  |         |         |

## Equipos belgas en competiciones europeas
| Equipo                 | Competición      | Progreso          |
| ---------------------- | ---------------- | ----------------- |
| Oostende               | Champions League | Temporada regular |
| Telenet Antwerp Giants | Champions League | Ronda previa      |
| Proximus Spirou        | Champions League | Ronda previa      |
| Belfius Mons-Hainaut   | FIBA Europe Cup  | Temporada regular |